# 魁北克人
魁北克人（魁北克男人： [kebekwa] ⓘ，法式發音：[kebekwaːz] ⓘ，魁北克發音：[kebekwɑːz]）指的是加拿大魁北克的主體民族。魁北克人的定義并不一致。但有時將所有居住在魁北克的居民都認為是魁北克人，包括具备英语能力的当地居民（英语：English-speaking Quebecers，法语：Anglo-Québécois）。大多數的魁北克人均為法國的移民後代。